# 凱特·華納
凱特·華納（Kate Warner）是FOX电视连续剧《24》的虛構人物。在第二季和之後她曾和主角傑克·鮑爾发展为恋人关系。
澳大利亞演員莎拉·溫特爾（Sarah Wynter）扮演了這個角色，并为第二季的DVD版做了解說。

## 剧中经历

### 第二季
第二季開始，凱特·華納在為她的妹妹瑪莉·華納籌備婚禮，因為懷疑到瑪莉的中東裔未婚夫是恐怖份子。於是開始調查以發現真相。在這一天中，她經歷了綁架，拷問折磨，幫助傑克·鮑爾找到了那枚差點而兒在洛杉磯爆炸的核彈，最終發現瑪莉才是那個與恐怖份子勾結的人，而且瑪莉後來親手殺了未婚夫。凱特還幫忙指正了一個恐怖組織頭目，然後她被接回CTU總部，隨即又一次同傑克一起捲入了流血事端，最終還是協助傑克找到了幕后組織意圖發動戰爭的證據。令人感動的是，她還幫助了傑克麻煩不斷的女兒琴·鮑爾擺脫困境，使得琴同傑克團聚。
她和傑克在第二季結束之後交往了三年，在第三季開始之前剛剛分手，分手原因劇集未做透露，估計跟傑克在墨西哥的間諜工作有關。

### 24: 遊戲
在《24：遊戲》中，她的角色比較重要。一開始她打電話給傑克，說一輛車一直在她家門前閒逛。隨後，就被綁到地鐵上了，多虧了洛杉磯地震，她才逃了出來。不幸地是又一次被抓走當人質威脅傑克（抓她的目的是為了威脅利用她父親將麥斯偷的核武器運出美國）。不過她還是設法聯絡到了CTU並告之她在麥斯的遊艇上。雖然麥斯用她擋子彈，傑克還是神准地開槍打死了麥斯，把她救了出來。

## 比較
雖然傑克在第三季還有一段羅曼史，24的劇迷們在留言版上還是分成了兩大陣營，一邊是支持凱特·華納是傑克的完美情人，而另一邊是喜歡奧黛麗·瑞恩斯的。截止到2006年春天，在24的官方網站的調查結果顯示，有33%認為妮娜·梅爾才是同傑克最有火花兒的女友，30%的人選了凱特·華納，支持奧黛麗·瑞恩斯的有20％，剩下17％就是支持Claudia和泰瑞·鮑爾的了。